# Lagunahal

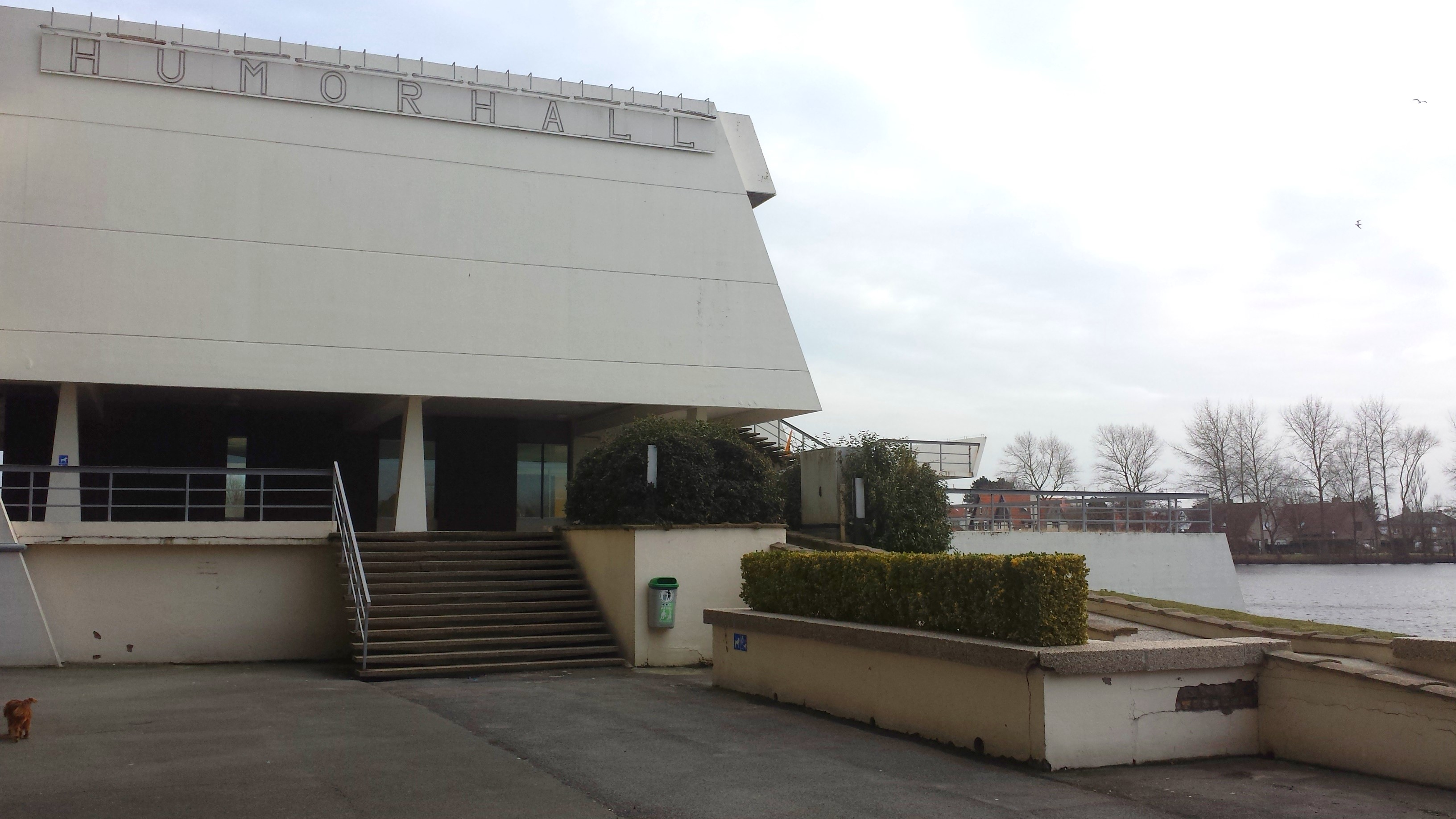
Ingang van de Lagunahal.

De Lagunahal (oorspronkelijk: Humorhall) is een polyvalente zaal in de gemeente Knokke-Heist. Hij is gelegen aan het Meer van Heist in Duinbergen en maakt deel uit van het residentiële hoogbouwcomplex 'Laguna Beach'.

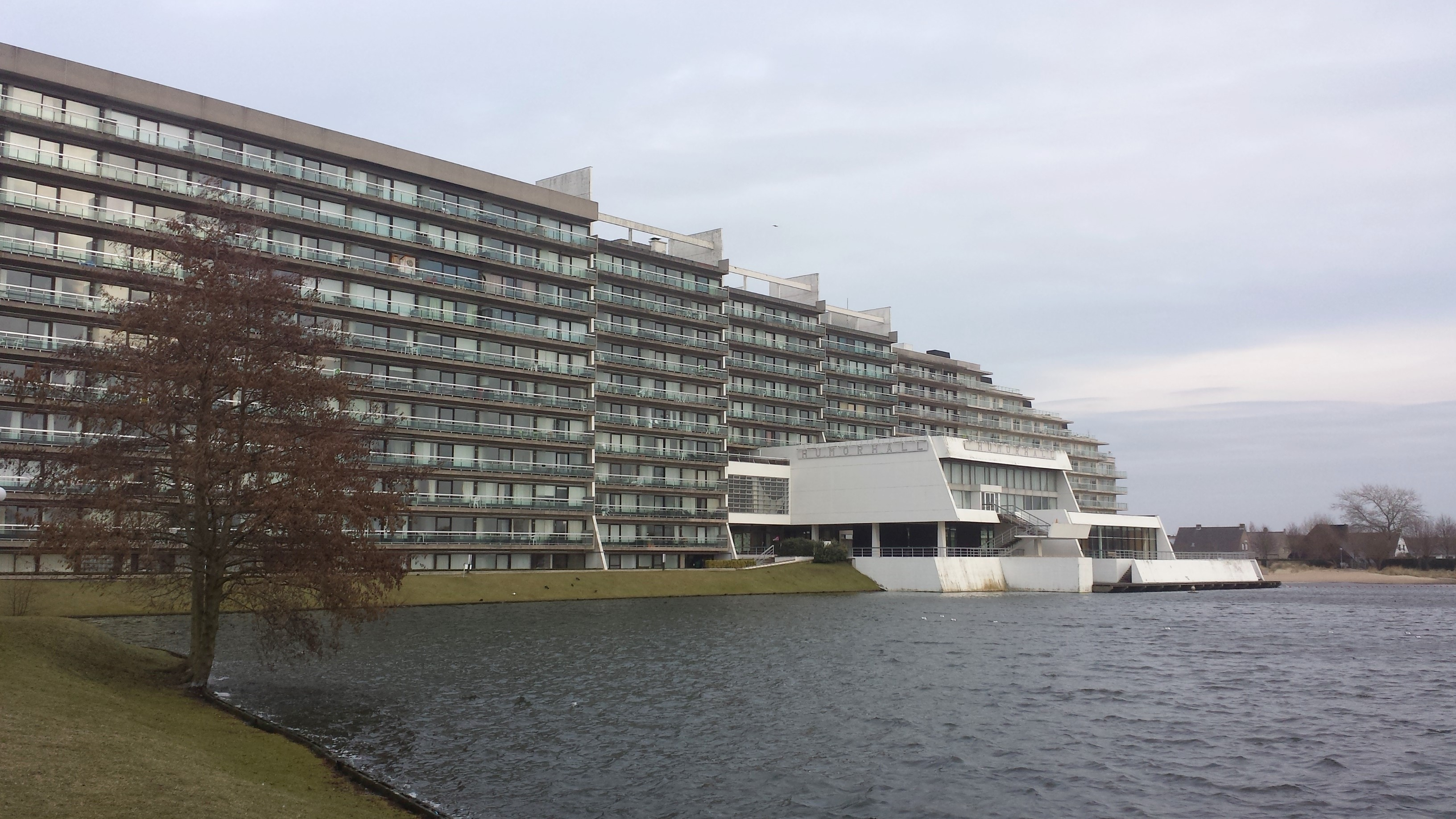
De Lagunahal aan het Meer van Heist. Op de achtergrond residentie 'Laguna Beach'.

De zaal werd rond 1970 gebouwd als cultureel centrum voor de toenmalige gemeente Heist. De oorspronkelijke naam was 'Humorhall', een referentie naar het Humorfestival dat in 1965 voor het eerst werd georganiseerd in Heist. Deze naam staat nog altijd vermeld op de gevel.
Door het ontstaan van de fusiegemeente Knokke-Heist in 1971 kreeg de Humorhall nooit de bedoelde functie, omdat in Knokke tussen 1971 en 1974 het cultuurcentrum Scharpoord werd gerealiseerd. Omdat de Humorhall uiteindelijk niet meer werd gebruikt, besloot het gemeentebestuur van Knokke-Heist in 2014 om de zaal openbaar te verkopen. De minimale verkoopprijs was vastgesteld op 1.021.500 euro. De verkoop ging uiteindelijk niet door omdat het hoogste bod slechts 110.000 euro bedroeg.
De zaal maakt als 'Lagunahal' nog altijd deel uit van de infrastructuur van het cultuurcentrum van Knokke-Heist en is tegenwoordig ingericht als tentoonstellingsruimte. De lokale Sikh-gemeenschap huurt er momenteel een ruimte als gebedshuis.

## Faciliteiten
De Lagunahal heeft een grote zaal van 701 vierkante meter en een kleine zaal van 114 vierkante meter. Daarnaast zijn er sanitaire en circulatieruimtes, een keuken, een goederenontvangst (220 m²) en bergingen (166 m²). Er is ook een klein appartement (51 m²). De totale oppervlakte is 1.583 vierkante meter, verspreid over een kelder, het gelijkvloers en drie etages. Voor tentoonstellingen zijn er 250 meter paneelwanden en speciale verlichting beschikbaar.